# تروریست جهانی ویژه
تروریست جهانی تعیین‌شده به‌صورت ویژه (SDGT)، شخص یا نهادی است که توسط وزارت امور خارجه یا وزارت خزانه‌داری ایالات متحده آمریکا، با این عنوان، تعیین شده است.

## تعیین
سازمان‌هایی که به عنوان تروریست‌های جهانی ویژه، تعیین شده‌اند شامل القاعده، داعش، حماس، حزب‌الله لبنان، جنبش حوثی‌ها، بوکو حرام و ببرهای تامیل هستند.
در نخستین روز از دومین دوره ریاست‌جمهوری دونالد ترامپ، وی یک فرمان اجرایی امضا کرد که خواستار اضافه شدن کارتل‌های مکزیکی مواد مخدر، به این فهرست شد.